# Hirosaki

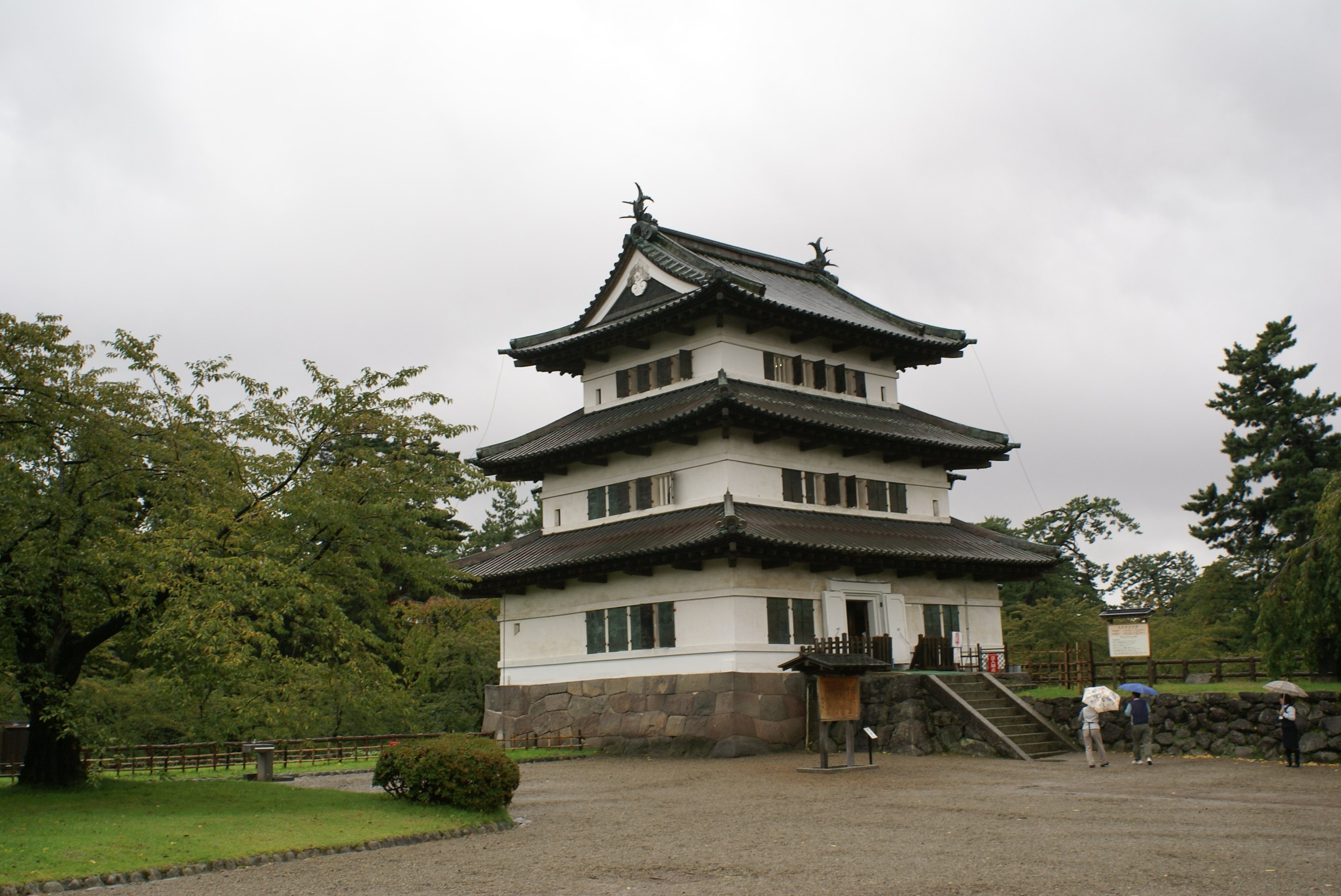
Castelul Hirosaki

Hirosaki (弘前市 Hirosaki-shi?) este un municipiu din Japonia, prefectura Aomori.